# Універ. Нова общага
«Унівéр. Новá гуртя́га» (рос. «Универ. Новая общага») — російський серіал-ситком, що оповідає про життя студентів, які проживають в одному блоці гуртожитку. Продовження телесеріалу «Універ». Серіал вийшов у жовтні 2011 року. З 3 сезону серіал знову носив назву «Універ».
Наразі вважається найтривалішим за часом в етері ситкомом російського телебачення.
У серпні 2020 року акторка Настасья Самбурська повідомила про початок зйомок продовження серіалу під назвою «Універ. 10 років по тому». Прем'єра відбулася 6 грудня 2021 року.

## Сюжет
Дія відбувається після подій серіалу «Універ».
Залишеним на другий рік п'ятикурсникам Антону та Кузі пощастило: їхній попередній гуртожиток збираються зносити, і в новому корпусі їх заселяють з трьома дівчатами — Христиною, Машею та Яною. У ролі аспіранта в універ повертається і Майкл — щоб не потрапити в армію. Хлопці стали дорослішими та... романтичнішими. Тепер їм хочеться не тільки сексу та вечірок, але й справжніх почуттів. Однак викликати взаємність у дам серця не так просто, як здається.
Сезон 1. Гуртожиток № 3, в якому жили герої, йде під знос, і трьох хлопців (Майкла, Антона та Кузю) переселяють в нову гуртягу. У новому корпусі їх селять в блок № 510 з дівчатами Христиною, Яною і Машею. Кузя починає зустрічатися з Машею, а Антон — з Христиною. Пізніше Кузя їде в Агапівку, замість нього заселяється ботанік Валентин.
Сезон 2. У блок заселяється молодша сестра Яни — Юля, яка всіма силами намагається відбити Антона у Христини. Яна відкриває своє «ІП». У сусідній блок заселяються два гопника — Іванич та Кисіль.
Сезон 3. Христина розлучається з Антоном і їде в Твер, Валя і Маша після тривалого розлучення вирішують одружитися, Антон і Майкл організовують спільний бізнес, а Яна взяла академічну відпустку на рік і фіктивно розлучається з Іваничем. На звільнені місця в блоці заселяються сестри-двійнята Віка і Ніка. Незабаром повертаються Яна з сином Микитою, Христина, аби відбити Антона у Віки, і Варя, аби повернути Майкла.
У фіналі серіалу зіграно 4 весілля: Антона з Христиною, Майкла з Варею, Маші з Валею та Яни з Максом.

## Головні герої

### Едуард Кузьмін (Кузя)
Едуард Васильович Кузьмін (Віталій Гогунський) — студент філологічного факультету. Народився в Агаповці, тривалий час прожив в Кургані, про що часто згадує з ностальгією. Добрий і безхитрісний, внаслідок чого друзі часто жартують над ним. У важких ситуаціях починає викручуватися і бездарно забріхуватися. Досить часто свої думки і почуття висловлює фразами типу: «Втрата втрат!», «Блін блінський!», «Крутяк», «Точняк».
У 71 серії після сварки з Машею поїхав в Агаповку.

### Артур Мікаелян (Майкл)
Артур Тигранович Мікаелян (Арарат Кещян) — вірменин з Адлера, аспірант-історик (з 7 серії), пізніше доцент (з 201 серії). У стосунках з ректором Зуєвим часто боязкий, проте володіє хорошим почуттям гумору і здоровим глуздом, а також комерційною хваткою та кмітливістю, які допомагають йому вміло виплутуватися з різних неприємних ситуацій. Користується популярністю у протилежної статі. Кращий друг Антона Мартинова.

### Антон Мартинов
Антон Левович Мартинов (Станіслав Ярушин) — студент економічного факультету (з 1 по 207 серії), пізніше (з 213 серії) — аспірант. Син олігарха Лева Мартинова, «засланий» з Англії в універ батьком за безтурботний спосіб життя. Любить маніпулювати людьми, граючи на їхніх слабкостях та рисах характеру, небезпідставно вважає себе «королем розіграшів» (не завжди добрих). Зловживає дорогим міцним алкоголем, захоплюється азартними іграми. Кращий друг Артура Мікаеляна.

### Маша Бєлова
Марія Степанівна/Олександрівна Бєлова (Анна Хількевич) — білявка з Краснодара, студентка факультету журналістики. Любить модний одяг, вечірки та інші розваги. Трохи наївна альтруїстка, схильна до аферизму і не завжди вмілої брехні. Оточена увагою прихильників, але при постійних стосунках вірна та доволі ревнива.

### Христина Соколовська
Христина Михайлівна Соколовська (Настя Самбурська) — студентка економічного факультету. Вольова та гостра на язик дівчина з Твері, володіє загостреним почуттям справедливості: засуджує інших за проступки, але готова вибачитися, якщо виявляється неправа. Захоплюється йогою. На початку серіалу — холодна чоловіконенависниця внаслідок зради колишнього чоловіка, але поступово «відтаює» від знаків уваги Антона.

### Яна Семакіна
Яна Вікторівна Семакіна (Ганна Кузіна) — студентка педагогічного факультету з Челябінська. Активістка, відрізняється хорошими організаторськими здібностями, але через бажання скрізь встигнути, невміння обманювати та звички лізти не в свою справу часто потрапляє в халепу. Погано розвинене почуття гумору компенсовано багатою уявою. Має кримінальне минуле, на що неодноразово натякали в серіалі.

### Валя Будейко
Валентин Григорович Будейко (Олександр Стекольніков) — новий сусід (з 78 серії), ботанік з Саратова. Культурний та чемний, хоча правдивий до безтактності та доволі занудний, воліє висловлюватись наукоподібними фразами. Студент-біохімік, багато часу приділяє навчанню, готуючи себе в лауреати Нобелівської премії. Дуже відповідально ставиться до здоров'я (як до свого, так і до здоров'я оточуючих) та дотримання порядку і законності. Незважаючи на високий інтелект (IQ = 185), погано розуміє іронію та деякі аспекти міжособистісних стосунків. Через сімейне виховання спочатку уникав стосунків з протилежною статтю, вважаючи їх серйозною перешкодою в побудові кар'єри.

### Юля Семакіна
Юлія Вікторівна Семакіна (Анастасія Іванова) — нова сусідка (зі 104 серії), молодша сестра Яни, але, на відміну від неї, самовпевнена, самолюбна та егоїстична. Лицемірна та брехлива, не особливо розбірлива у засобах досягнення своїх цілей. Не любить навчатися, вважає, що зможе домогтися всього за допомогою своєї краси.
У 148 серії зізнається Антону у відсутності вагітності і залишається в Челябінську.

### Макс Іванов (Іванович)
Максим Олександрович Іванов (Костянтин Шелягін) — студент-біохімік, який живе по сусідству з головними героями серіалу в блоці № 511 (3 серія; з 121 серії). Гопник, але під напускними дрібнокриминальними нахилами ховаються м'який характер та деяка освіченість. Розмовляє переважно жаргоном, від якого його подруга Яна намагається відучити. Хитрий, хоча часом діє легковажно. Кращий друг Киселя.

### Олексій Кисельов (Кисіль)
Олексій Михайлович Кисельов (Григорій Кокоткін) — студент філософського факультету з Ростова-на-Дону. Дурнуватий гопник, кращий друг Івановича. Любитель випити, часто на шкоду навчанню. Загрожує і вимагає у ботаніків гроші та мобільні телефони. Голова студентського профкому (з 243 серії).

### Сестри Бобр
Віка і Ніка — сестри-близнючки з Нижнього Новгорода, що заселилися в блок № 510 у 227 серії. Батьки приховали від них, хто народився раніше, щоб уникнути суперечок через старшинство, але домоглися зворотного результату.
Вікторія Бобр  (Юлія Франц) — студентка економічного факультету. Спокійна і розважлива, але часом емоційна.
Вероніка Бобр (Катерина Шумакова) — студентка-лінгвістка, також відома як відеоблогерка НІКАгда. Має більш веселий та компанійський характер, ніж сестра. Любителька технічних і цифрових новинок.

## Другорядні герої
Зоя Михайлівна Колеснікова (Олена Валюшкіна) — комендантка (у просторіччі — Коменда) нової гуртяги. Ображається на будь-яку критику на свою адресу. Не відмовляє студентам у допомозі, але і сама використовує їхні можливості, не гребуючи при цьому м'яким шантажем. Досить часто висловлює свої думки і почуття фразами «Японський бог» та «Єтішкін корінь».
Олег Валерійович Смирнов (Володимир Фекленко) — голова (до 46 серії) студентського профкому. Любить красиве життя та дорогі статусні речі, для їхнього отримання користується різними способами, такими як розкрадання з каси профкому та хабарництво. Швидко вигадує плани афер, в критичних ситуаціях відразу знаходить виправдання своїх непорядних вчинків.
Програвши Яні вибори в профком (45 серія), звільнився з МВДУ.
Павло Володимирович Зуєв (Сергій Піоро) — завідувач кафедри історії, з 33 серії — ректор. Доктор історичних наук. Суворий і вимогливий, нетерпимий до проявів корупції у ввіреному йому закладі. Болісно ставиться до своєї репутації, особливо боїться пересудів. Одружений, дві дочки: старша — Варя і молодша — Рита.
Лев Андрійович Мартинов (Андрій Лебедєв) — батько Антона, олігарх. Намагається виростити із сина гідного спадкоємця. Єдина людина, якої боїться Антон, адже він може позбавити його грошей, будь-яких можливостей або спадщини взагалі.
Ксенія Андріївна Ковальчук (Наталія Рудова) — нова (з 29 серії) завідувачка кафедри історії, призначена на зміну Зуєву. Також сувора та вимоглива.
У 99 серії вийшла заміж за американського професора Джека Робертсона та залишилася жити в США.
Варвара Павлівна Зуєва (Катерина Молоховська) — психологиня МВДУ (з 147 серії). Старша дочка ректора Зуєва. Весела, любить тусовки, не хоче ні від кого бути залежною.
Артем Ребров (Влад Соколовський) — студент, керівник телеканалу «Універ-TV» (241-264 серії). Чарівний кар'єрист, отримав посаду нечесним шляхом, обдуривши Ніку та інших дівчат колективу.
Виїхав на ПМП в Маямі.
Василина Андріївна Єфремова (Євгенія Серебреннікова) — нова (з 261 серії) проректорка з адміністративно-господарської частини МВДУ. Прагматична, розділяє роботу й особисті стосунки.

## Саундтрек
Саундтрек серіалу виконаний групою «Градуси» («Научится бы не париться»). Також присутні пісні гуртів:
- «Quest Pistols» — «Дни гламура», «Жаркие танцы», «Ты так красива», «Революция», «Клетка», «Я твой наркотик».
- «Край неба» — «А я летаю», «Sometimes».
- «Pompeya» — «We Like Songs», «Sister», «90».
- «Нерви» — «Глупая».
- Домінік Джокер — «Если ты со мной».
- «Leopard Bonapart» — «Барбарелла».
- «Guru Groove Foundation» — «Golden Love», «My Baby».
- «Hospital» — «Falling».
- «The Maneken» — «Fast'n Slow».
- «J07» — «Smoking Rule».
- Джамала — «You're Made of Love», «Your Love».
- «Serebro» — «Chocolate» (рингтон на телефоні Маші).
- «Quest Pistols Show» — «Непохожие» (рингтон на телефоні Майкла).
- «Меджикул» — «Митхун Чакроборти» (рингтон на телефоні Антона).
- «Время и Стекло» — «Навернопотомучто» (рингтон на телефоні Яни), «Топ».
- «IOWA» — «Бьёт бит» (рингтон на телефоні Антона).
- «Кравц» — «Осенний дождь» (рингтон на телефоні Іванича).
- «Estradarada» — «Вите надо выйти» (рингтон на телефоні Киселя).
- Alekseev — «Пьяное солнце», «Навсегда».
- Макс Барських — «Туманы» (в одній із серій спочатку грала в нічному клубі, пізніше — рингтон на телефоні Майкла).
- Єгор Крід — «Мало, так мало».
- Monatik — «Кружит».
- «Serebro» — «Между нами любовь» (грала у кафе «Вікіторія»).
- Альберт Матосян — «Адлер-Сочи» (рингтон на телефоні Майкла при дзвінку від родичів з Адлера).
- Maruv & Boosin — «Drunk Groove».
- LOBODA — «SuperStar».
- TERNOVOY (ex. Terry) — «Домофон».

## Документальні фільми
Також були показані передачі, що розповідали про зйомки серіалу:
- 19 серпня 2012 року — «Універ. День відкритих дверей»[6].
- 19 квітня 2018 року — «Один день в Універі»[7] (298 серія)[8].
- 2 жовтня 2018 року — «Універ. Фільм про проєкт» (299 серія)[9].